# Лан Кхам Денг
Лан Кхам Денг (лаос. ພະເຈົ້າລ້ານຄຳແດງ‎‎‎‎; 1375-1428) — третій правитель королівства Лансанг.

## Біографія
Був старшим сином і спадкоємцем короля Самсенетаї. Успадкував престол після смерті батька 1416 року.
У той період імператор В'єтнаму з династії Хо звернувся до володаря Лансангу по військову допомогу в боротьбі проти нападів китайців. Лан Кхам Денг відрядив кількатисячну лаоську армію на допомогу в'єтнамцям, але з незрозумілих причин та повернулась проти своїх союзників та воювала на боці Китаю. Зрештою В'єтнам переміг китайців, а відносини між Лансангом і В'єтнамом суттєво погіршились. Невдовзі це переросло у відкрите протистояння то збройний конфлікт. Такі події розбалансували внутрішню ситуацію у володіннях Лан Кхам Денга та призвели до боротьби за трон між різними членами королівської родини.
Лан Кхам Денг помер 1428 у 53-річному віці. Після його смерті престол успадкував старший син Пхомматат.